# Sebastián Gasparini
Sebastián Horacio Gasparini (nacido en Pergamino el 18 de mayo de 1980) es un futbolista argentino. Se desempeña como mediocampista y su primer club fue Rosario Central. Actualmente viste los colores de Club Atlético Argentino de Pergamino.

## Carrera
Su debut en el canalla sucedió en el Torneo Clausura 2002, el 2 de marzo ante Estudiantes de La Plata, con victoria de Central 2-0, último partido de Daniel Teglia al frente del primer equipo centralista. Hasta dejar el club a mediados de 2003 sólo jugó un encuentro más en la primera del cuadro de Barrio Arroyito. Partió entonces hacia Italia, para jugar por Truentina Castel di Lama, de la quinta división de ese país. Continuó en Cosenza Calcio, interrumpiendo su primera experiencia en Italia para volver a Argentina y jugar por Douglas Haig de su ciudad natal, disputando el Torneo Argentino A 2005-06. Retornó a Italia y fichó por Petacciato, donde tuvo un paso fugaz, y luego regresó a Cosenza. En 2007 jugó una categoría más arriba, la Lega Pro Seconda Divisione, para FC Sangiuseppese. Continuó en Serie D, jugando en clubes como Pomigliano, Forza e Coraggio Benevento, Turris 1944 (con el que ganó la Coppa Italia Serie D 2012-13, marcando un gol en la final ante Delta Porto Tolle) y FC Francavilla. En 2018 retornó a su ciudad natal para fichar por el Club Atlético Argentino, participante del Torneo Federal C y de la Liga de Fútbol de Pergamino. Se destaca por ser un mediocampista de regular prestación, a lo que le agrega presencia en la red rival.

## Clubes
| Club                       | País      | Año                 | PJ  | Goles |
| -------------------------- | --------- | ------------------- | --- | ----- |
| Rosario Central            | Argentina | 2002-2003           | 2   | 0     |
| Truentina Castel di Lama   | Italia    | 2003-2004           | 26  | 4     |
| Cosenza Calcio             | Italia    | 2004-2005/2007      | 48  | 4     |
| Douglas Haig               | Argentina | 2005-2006           | 31  | 5     |
| Petacciato Calcio          | Italia    | 2006                | 4   | 0     |
| FC Sangiuseppese           | Italia    | 2007-2008           | 28  | 1     |
| Calcio Pomigliano          | Italia    | 2008-2009/2011-2012 | 58  | 4     |
| Forza e Coraggio Benevento | Italia    | 2009-2011           | 62  | 11    |
| Turris 1944                | Italia    | 2012-2013           | 20  | 2     |
| FC Francavilla             | Italia    | 2013-2017           | 122 | 19    |
| Argentino de Pergamino     | Argentina | 2018-presente       |     |       |

* Datos actualizados al 31 de diciembre de 2017.

## Palmarés
| Equipo      | País   | Título               | Año     |
| ----------- | ------ | -------------------- | ------- |
| Turris 1944 | Italia | Coppa Italia Serie D | 2012-13 |